# Henri de Monti de Rezé
Henri de Monti de Rezé est un homme politique français, né le 19 octobre 1874 à Paris et mort le 20 décembre 1965 à Montjean.

## Carrière

### Origine
Issu d'une famille de la noblesse, fils de  Bernard de Monti de Rezé, officier de cavalerie, maire de Montjean et conseiller d'arrondissement, et d'Urbaine Estève, Henri Charles Ferdinand Marie Dieudonné de Monti de Rezé se fixe pendant sa jeunesse au château de Lanfrière à Montjean. Il a fait ses études au lycée de l’Immaculée-Conception à Laval où il est bachelier ès lettres et mathématiques.

## Généalogie associée

### Vue Estève
- Martin-Roch-Xavier Estève, trésorier de Napoléon Ier
  - Napoléon-César-Xavier Estève (Paris, 1802-26 mars 1864), conseiller général de l'Eure x Virginie Morin-Blotais.
    - Urbaine Estève (1847-1887) x Bernard de Monti de Rezé (1846-1909)
      - Henri de Monti de Rezé

### Vue Morin-Blotais
- Louis Morin-Blotais[5] x Virginie Frin
  - Virginie Morin-Blotais (1847-1887) x Napoléon-César-Xavier Estève 
    - Urbaine Estève (1847-1887) x Bernard de Monti de Rezé (1846-1909)
      - Henri de Monti de Rezé

  - Louise Morin-Blotais, R. Mère Saint-Augustin, assistante et supérieure du Couvent des Oiseaux

### Militaire et député
Par tradition familiale, il devient officier de cavalerie. Il est affecté au 1er régiment de chasseurs d'Afrique où il fait, en 1900, comme sous officier, campagne en Afrique. Il est décoré de la Médaille coloniale à la suite de l’expédition du Touat. Il entre à Saumur en 1901 et en sort  lieutenant en juin 1902. Il est envoyé en garnison à Lille au 19e régiment de chasseurs. Deux ans après, il est nommé lieutenant.
Il démissionne de l'armée en 1905 au moment de l'Affaire des fiches. Il vient alors s'occuper du domaine familial en étant un propriétaire agricole en Mayenne
Il rejoint la politique lors de l'élection de Christian d'Elva comme sénateur, en lui succédant comme député dans la première circonscription de Laval lors des Élections législatives de 1906. Candidat conservateur rallié à la République, il est élu en 1906 député de la Mayenne sous l’étiquette Action libérale, qu'il conserve jusqu’en 1910.
Il est battu aux élections législatives de 1910 par Victor Boissel, maire de Laval. Il est réélu aux élections législatives de 1914, contre Victor Boissel, en tant que non inscrit.
Un peu avant les éléctions de 1919, il avait offert sa place à Bernard de Vesins sa place de candidat. Ce dernier refusa et, dans une lettre adressée à Mgr Eugène Grellier, évêque de Laval, engagea tous ses amis à accorder leur confiance à la liste dite d'Union nationale et républicaine.
Monti de Rezé est réélu aux élections législatives de 1919 dans la Chambre « bleu horizon », son mandat est renouvelé sous l’étiquette des Indépendants jusqu’en 1924.
En 1919, il est un des membres du conseil d'administration du Courrier du Maine.

### Première guerre mondiale
Il participe à la Première Guerre mondiale. Il partit avec le 2e régiment de chasseurs et gagna avec lui le front. Appelé, sur sa demande, à la 4e brigade d’infanterie, puis comme officier de liaison à la 22e division d'infanterie, il reçut, pour fait de guerre, la croix de la Légion d'honneur. En septembre 1915, lors de la seconde bataille de Champagne, une grave blessure reçue devant Tahure en Champagne lui vaut une citation à l’ordre de l’armée. A sa sortie de l'hôpital, il retourne au front qu’il ne quitte plus. Il passe deux fois à Verdun en 1916, participe en 1917 à l'Offensive du Printemps. Il reçoit la Croix de guerre.
Il est un des compagnons de route de l'Action française.

### Sénateur
Il devient sénateur de la Mayenne le 14 juin 1925 aux Élections sénatoriales de 1925 à la mort de Christian d'Elva. D'abord non inscrit à un groupe, il rejoint le groupe de la Gauche républicaine puis le Groupe d'action nationale républicaine et sociale. Il est réélu aux Élections sénatoriales de 1932, son mandat prend fin le 31 décembre 1941.
Il ne prend pas part au vote, le 10 juillet 1940, des pleins pouvoirs au maréchal Pétain.
Il fait partie du Conseil national.

### Après la Libération
Après la Libération, et après consultation, le Comité départemental de libération de la Mayenne (CDL) proposera de l'éliminer de la mairie de Montjean parce qu'il avait accepté d'être Conseiller national de Vichy. Mais le CDL indique, à l'unanimité d'avoir été obligé de lui appliquer l'alinéa c de l'article 18 de l'Ordonnance portant organisation des pouvoirs publics en France après la Libération), étant donné qu'il est considéré comme s'étant toujours conduit en bon Français. Marius Lepage, secrétaire général de la Préfecture, ajoute en complément qu'il a été ardemment défendu par le préfet Édouard Bonnefoy lorsque les Allemands ont interné la maire de Montjean, vieillard qui avait osé gifler un feldwebel. Il ajoute que c'est un excellent français qui n'a jamais commis un acte antinational.
Après la Libération, il est déclaré inéligible en raison de qualité d'ancien Conseiller national de Vichy.
Dans les années 50, Henri de Monti de Rezé héberge dans son château de Montjean, son ami Xavier Vallat dont le nom reste attaché aux politiques antisémites en France pendant l'occupation allemande. Ce dernier est astreint à résidence jusqu'en septembre 1952. Il va ensuite être hébergé chez Jacques de Juigné. Les trois étaient députés Indépendants de droite de 1919 à 1924.

## Sources
- « Henri de Monti de Rezé », dans le Dictionnaire des parlementaires français (1889-1940), sous la direction de Jean Jolly, PUF, 1960 [détail de l’édition]